# Agbokpa
Agbokpa è un arrondissement del Benin situato nella città di Abomey (dipartimento di Zou) con 5.659 abitanti (dato 2006).